# Церковь Тихвинской иконы Божией Матери (Романщина)
Церковь Тихвинской иконы Божией Матери — православный храм в деревне Романщина Лужского района Ленинградской области. Построен во второй половине XVIII века.
Является памятником градостроительства и архитектуры регионального значения.

## История и архитектура
В 1772 году подполковник Ефим Назарьевич Елагин, чьё имение находилось в селе Романщина, выстроил неподалёку от своей усадьбы каменную церковь с колокольней в честь Тихвинской иконы Божией Матери. Освящена церковь была в 1776 году. С 1799 года и до революции 1917-го имением и церковью владели потомки екатерининского морского министра, адмирала Ивана Ивановича де Траверсе.
Церковь была выстроена квадратной в плане, кирпичной с железными связями. Фасады также отделаны кирпичом, а стены оштукарены. Двускатная крыша и главы были покрыты железом и окрашены медянкой. Кресты были четырёхконечные позолоченные. Иконостас состоял из трёх ярусов. Антиминс храма в 1775 году освятил архиепископ Гавриил. В углах его располагались лики четырёх евангелистов, в середине — четвероконечный крест, а под ним картина с сюжетом Тайной вечери.
Внутри храма также находились два четырёхконечных креста, лежащих на престоле; икона Спасителя в позолоченной раме по правую сторону от Царских врат, в серебряной ризе весом в 12 фунтов; образ Тихвинской Божией Матери по левую сторону Царских врат, в серебряной, вызолоченной с драгоценными камнями ризе; икона Знамения Божией Матери в алтаре без ризы, но с старинными серебряными венцами. После визита в имение императора Александра I в алтаре церкви разместили надпись: «Благочестивейший Государь Император Александр Павлович, всемилостивейше посетив морского министра маркиза де Траверсе в селе его Романшине, изволил быть в приходской церкви Тихвинской Богоматери при совершении божественной литургии, сентября 25 дня 1821 года».
В храме находились кресты с мощами святых Моисея Мурина, Нила Столбенского, Антония Римлянина и частицами Животворящего Древа и ризы Пресвятой Богородицы. Под церковью были погребены: адмирал Михаил Кондратьевич Макаров, скончавшийся в 1813 году; строитель храма Ефим Назарьевич Елагин, умерший в 1799 году, а также его супруга; Иван Иванович де Треверсе, умерший в 1831-м.
До 1843 года причт составляли: священник, дьячок, пономарь и просвирня, а позже — священник и дьячок. По клировым ведомостям 1883 года в числе прихожан было 478 мужчин и 535 женщин. Часовни церкви находились в соседних Раптях, Бору и Стрешеве. Крестные ходы совершались: 24 июня — в деревню Петровские Бабы, 26 сентября — в деревню Бор, 8 июня — в деревню Рапти. Попечительство при церкви открыли в 1873 году. Его председателем стал поручик Владимир Александрович Паткул. Собираемые попечительством деньги тратили на ремонт церковного дома и самой церкви. В приходе действовали три школы: две земские и одна церковно-приходская. Последняя находилась в самой Романщине.
Трудности с существованием причта церкви начались в 1937 году. Настоятеля храма, отца Владимира, и диакона Александра Землянского арестовали в марте по обвинению в краже, после чего подвергли репрессиям. В 1938 году храм закрыли. Во время Великой Отечественной войны территория окрестной Луги была оккупирована немецкими войсками. В церкви проводились расстрелы партизан и заложников. В 1943 году церковь вновь начала свою работу: помещение храма очистили и освятили заново, тела погибших погребли в братской могиле. Начались регулярные службы. В начале 1960-х годов церковь опять была закрыта. Здесь перестали проводить службы, она снова стала приходить в аварийное состояние.
В 1992 году по заказу инспекции по охране и использованию памятников истории и культуры Ленинградской области был разработан проект реставрации церкви. Из-за отсутствия достаточного финансирования ремонт шёл крайне медленно. Специалисты смогли провести кирпичные работы по воссозданию яруса звона колокольни, алтаря, восстановили разрушенные участки кладки, привели в порядок памятник на могиле Энгельгардтов. Однако, на этом работы в основном прекратились.

## Галерея

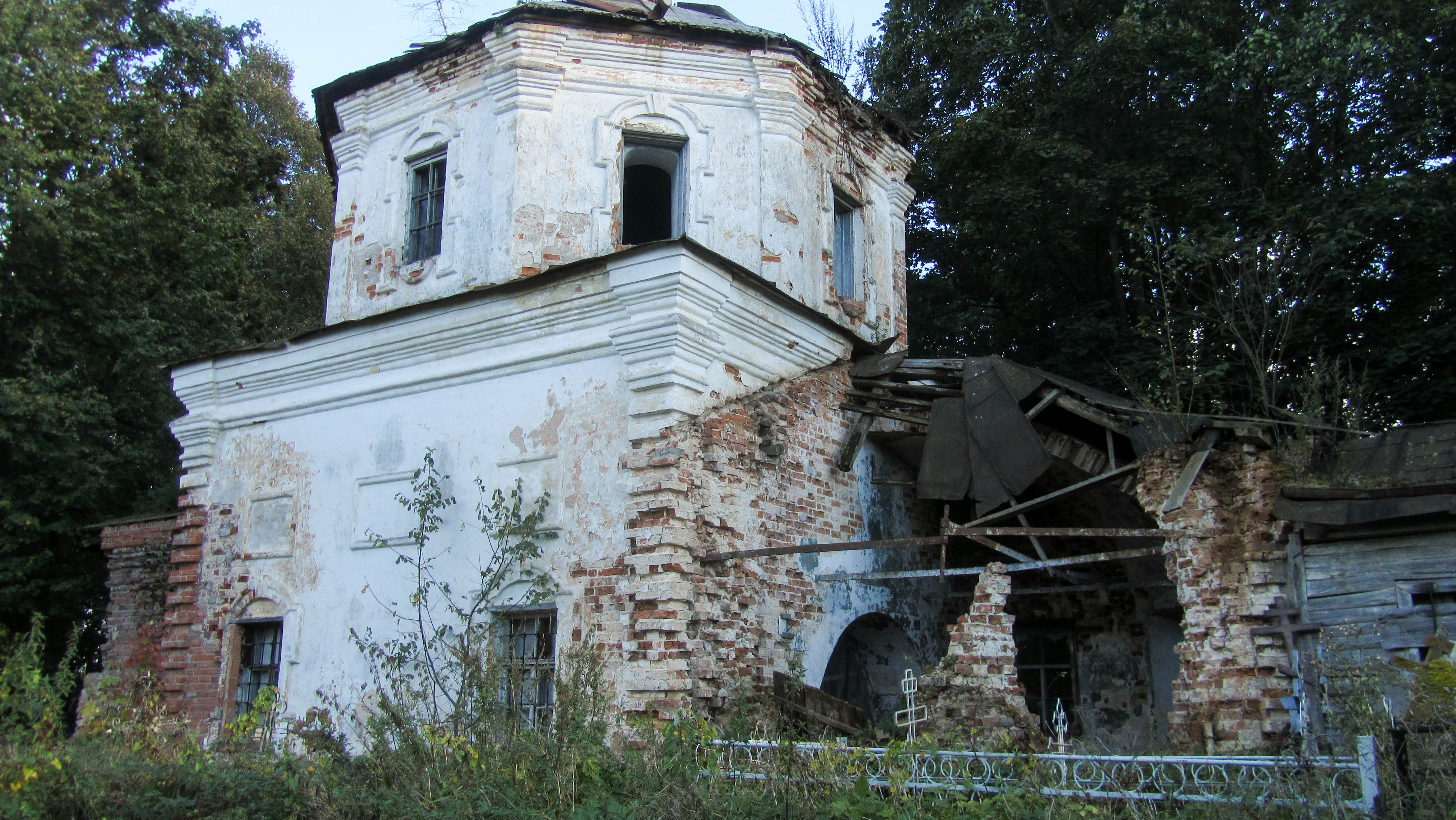
Вид фасада церкви
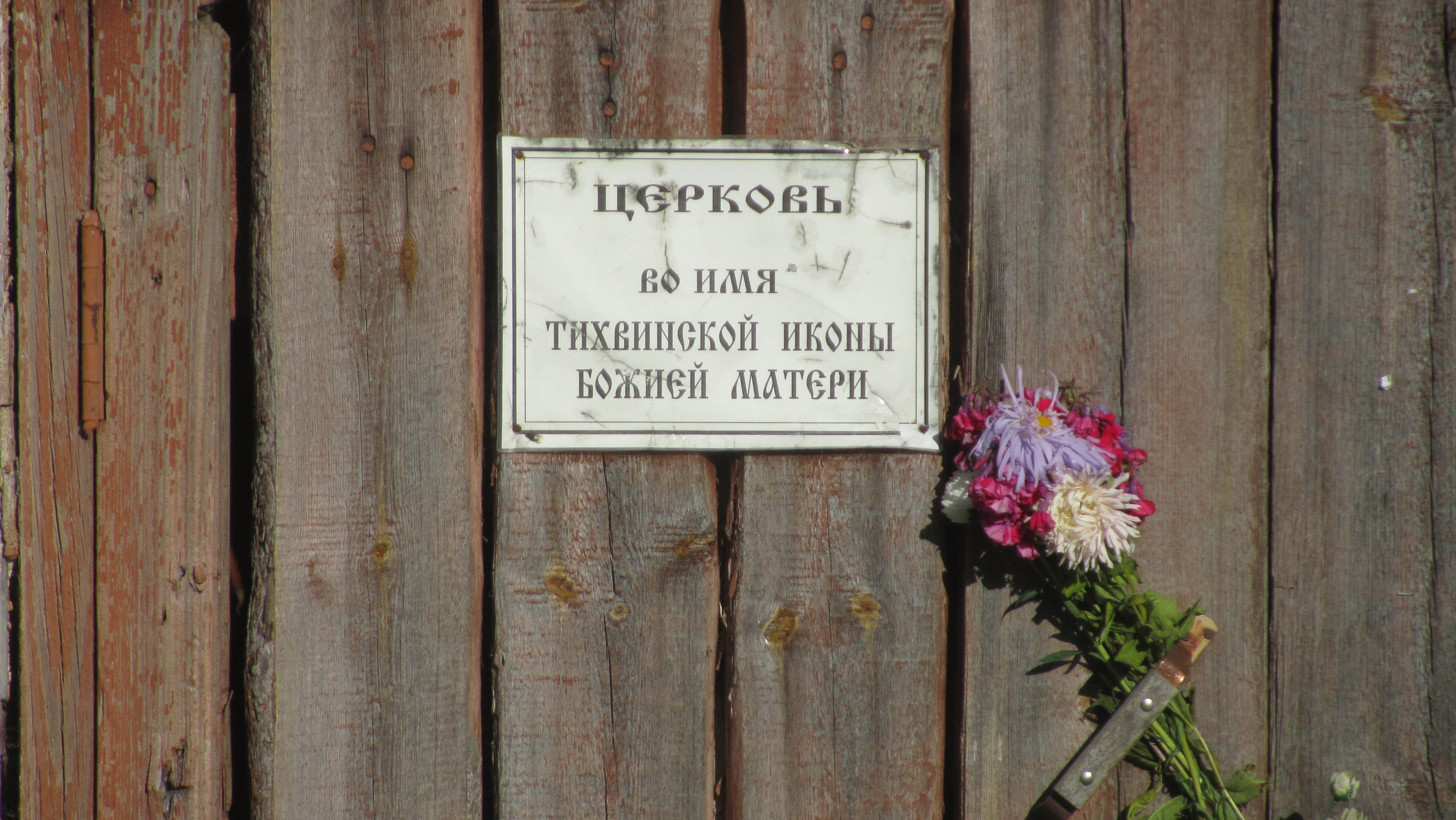
Табличка
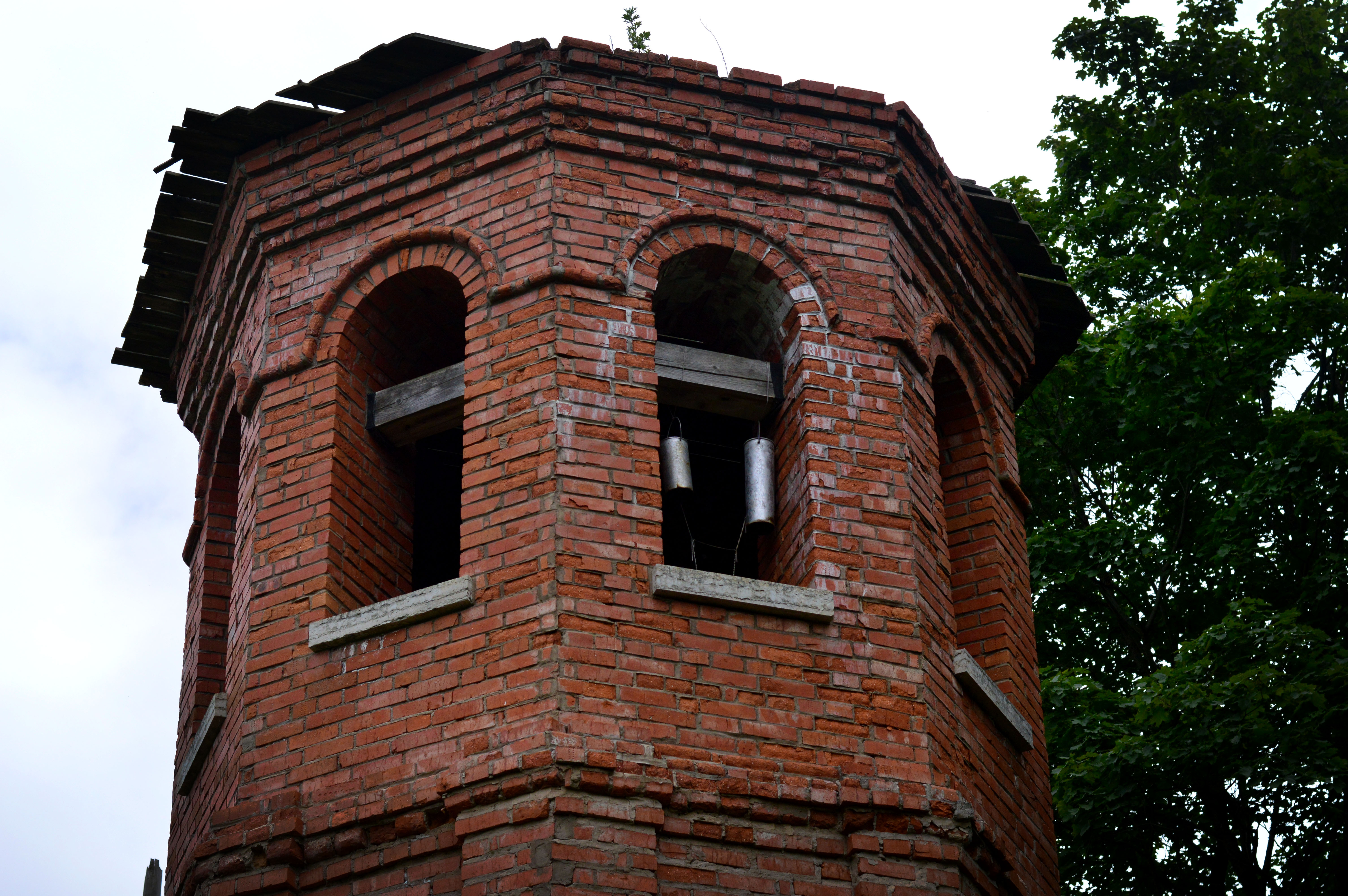
Колокольня
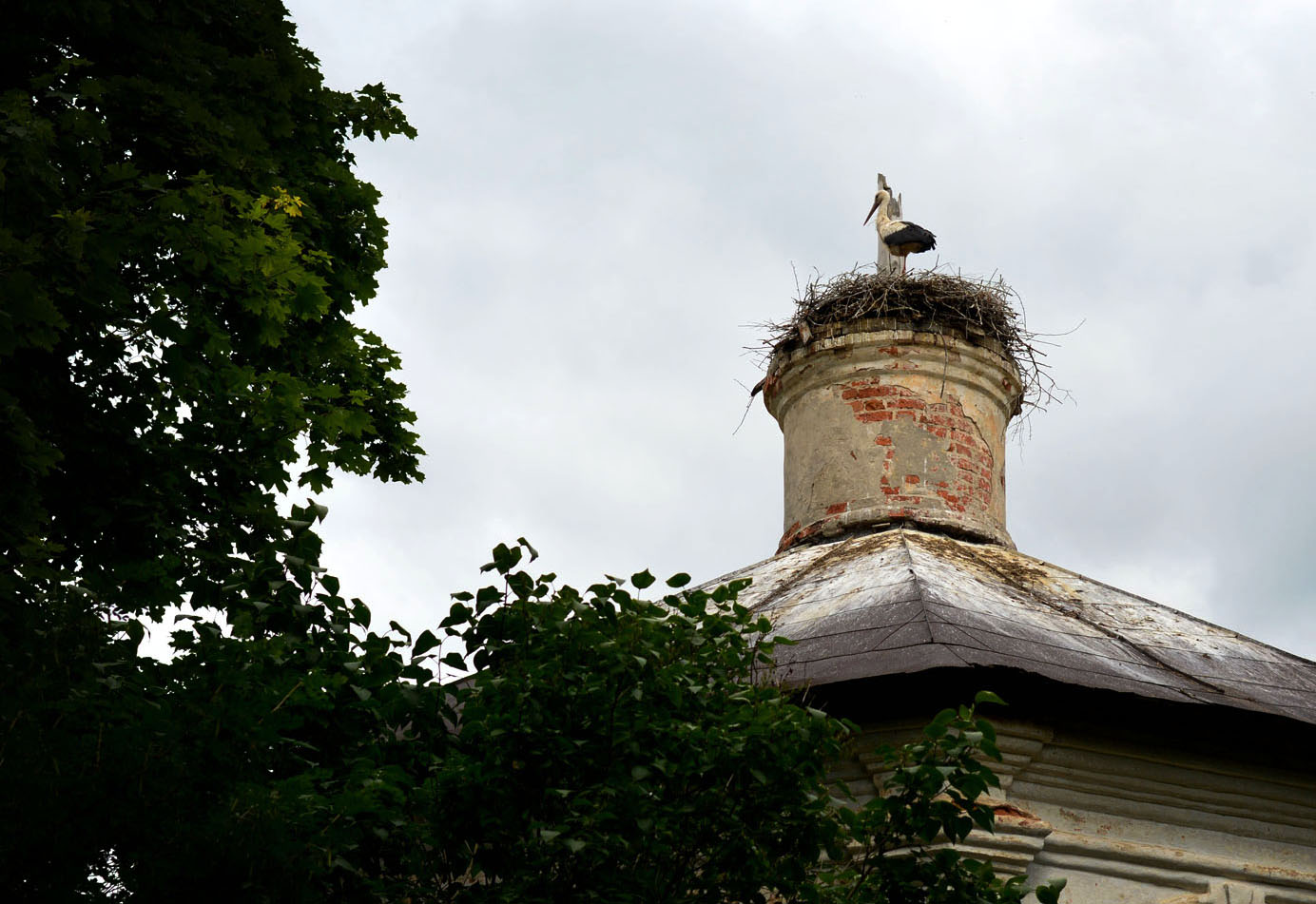
Гнездо аиста на крыше